# Západokarpatská podprovincie

Západokarpatská biogeografická podprovincie na území ČR

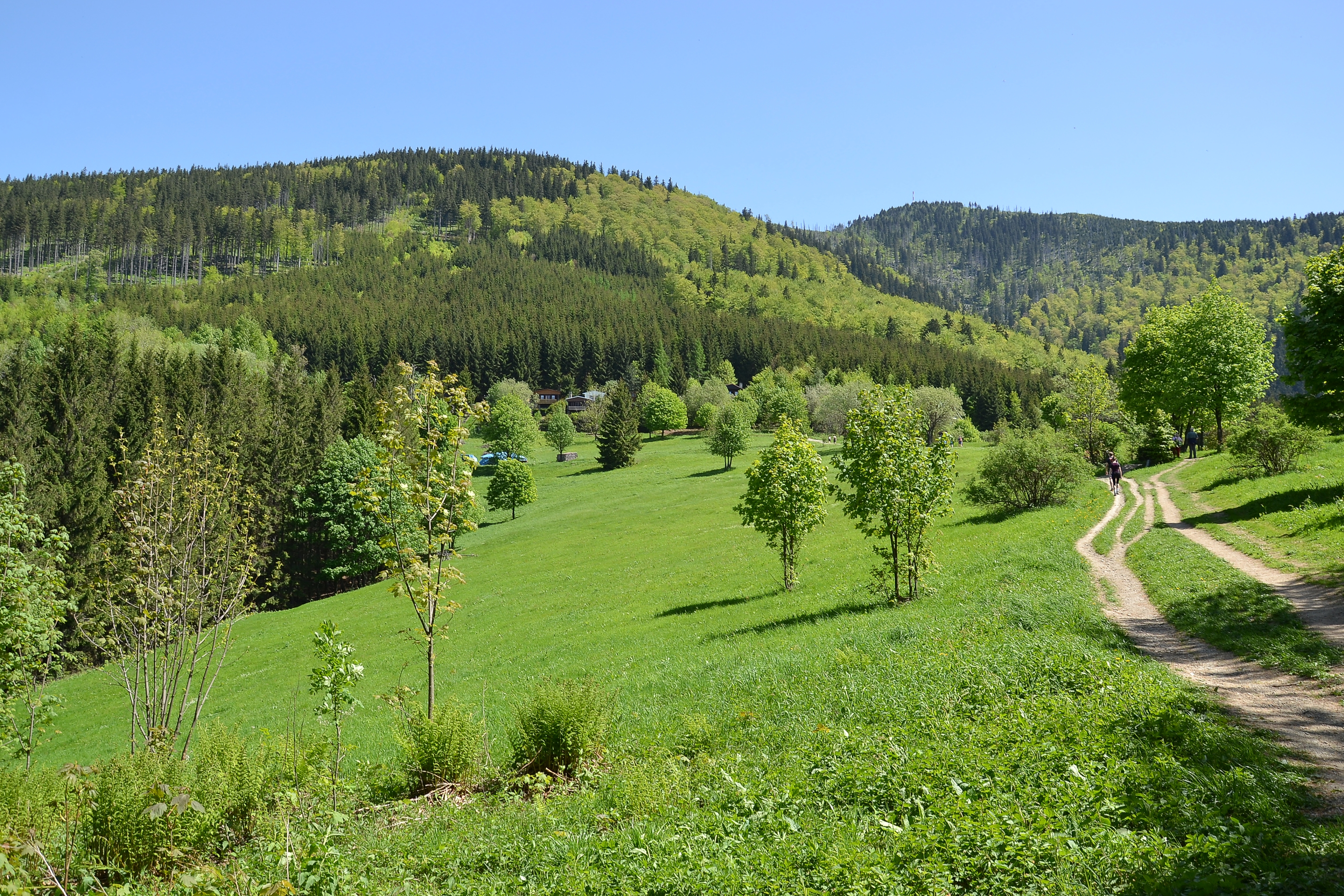
Typická členitost karpatské krajiny s velkým zastoupením luk a zachovalých lesů. Na fotografii samota Butořanka.

Západokarpatská podprovincie je biogeografická jednotka, která se na území České republiky rozkládá ve východní části Moravy a českého Slezska, zhruba v poloze Vnějších Západních Karpat. Tato podprovincie pokračuje směrem na východ Karpatskou soustavou na území Slovenska a jižního Polska.
V rámci biogeografického členění Česka je jednou ze čtyř podprovincií v Česku a nadřazenou jednotkou je provincie středoevropských listnatých lesů. Západokarpatská podprovincie je určitou analogií k "ekoregionu" Carpathian montane conifer forests v systému Světového fondu na ochranu přírody (WWF). Provincie se dělí na celkem na 11 bioregionů (viz seznam níže).

## Charakteristika
Vegetace je silně ovlivněna geologií a reliéfem Karpatské soustavy. Na území ČR je podloží tvořeno především mocnými usazeninami flyše s drobnými průniky vápenců a vulkanitů. Drtivá většina těchto hornin je mírně až silně vápnitých, což významně přispívá k vysoké druhové rozmanitosti a je v kontrastu s kyselejším a živinami chudším Hercynikem. Hojné jsou proto květnaté a horské bučiny s bohatým podrostem, naopak acidofilní chybí. V nejníže položených místech se pak vyskytují teplomilné doubravy, často endemické.
Krajina této oblasti se vyznačuje poměrně dlouhými a úzkými hřbety a relativně velkým převýšením, což umožňuje plynulý výstup teplomilné bioty do pohoří a naopak sestup horských druhů níže. Díky tomuto jevu je západokarpatská podprovincie druhově bohatší než sousední hercynská. Biodiverzitu navíc zvyšuje blízký kontakt se severopanonskou a polonskou podprovincií a vyšší kontinentalita klimatu. Typické jsou velké rozdíly v biotě v závislosti na nadmořské výšce a na návětrnosti svahů. Pro krajinu jsou typické četné louky a pastviny s prameništi a sesuvy.
Velké rozpětí nadmořských výšek Karpat je příčinou i velkého rozpětí vegetační stupňovitosti. Ta začíná 1. dubovým a na území Česka končí 8. smrkovým vegetačním stupněm. 
Západokarpatská podprovincie na území Česka je o poznání méně charakteristickou v porovnání oproti své centrální části na Slovensku. Tamní hornatější a členitější krajina stojí za vyšší biodiverzitou a za přežitím mnoha horských druhů a společenstev (včetně endemitů).
Vzhledem k vyšší členitosti a zachovalejší vegetaci je i fauna proti hercynské i polonské podprovincii druhově bohatší (např. měkkýši či hmyz). Ve vyšších polohách je pak typická horská lesní fauna, ze Slovenska dokonce pronikají na Moravu i původní šelmy a obecně je v této podprovincii více druhů rozšířených z východu.